# Kasper Klostergaard
Kasper Klostergaard Larsen (Horsens, 22 de mayo de 1983) es un ciclista danés que fue profesional de 2002 a enero de 2015.

## Biografía
Kasper Klostergaard corrió a partir de 2002 con el equipo danés Glud & Marstrand Horsens. Acabó 7º de la Vuelta a Serbia en 2003, y 6º del Campeonato de Dinamarca de ciclismo en ruta en 2005, lo que le permitieron conseguir una plaza en el equipo ProTour Team CSC, quien le fichó como gregario. Después de una prueba hecha por Bjarne Riis, obtuvo el contrato profesional con el equipo. Debutó en su primera temporada con el objetivo de que en varias carreras se jugara la victoria, de participar en los Campeonatos del Mundo, y con el objetivo a largo plazo de ganar la París-Roubaix. Sin embargo, se limitó al papel de gregario, de modo que a finales de 2009, después de su cuarta temporada como profesional, solo había disputado en dos ocasiones la París-Roubaix, no había corrido ningún Campeonato Mundial, y no había obtenido ninguna victoria o, incluso, lugar de honor en la lista de los diez primeros de alguna carrera.

## Palmarés
2014
- Tour de Fyen

## Resultados en Grandes Vueltas
| Carrera | Carrera         | 2002 | 2003 | 2004 | 2005 | 2006 | 2007 | 2008 | 2009  | 2010  | 2011  | 2012 | 2013 | 2014 |
| ------- | --------------- | ---- | ---- | ---- | ---- | ---- | ---- | ---- | ----- | ----- | ----- | ---- | ---- | ---- |
|         | Giro de Italia  | —    | —    | —    | —    | —    | —    | —    | 147.º | —     | 153.º | —    | —    | —    |
|         | Tour de Francia | —    | —    | —    | —    | —    | —    | —    | —     | —     | —     | —    | —    | —    |
|         | Vuelta a España | —    | —    | —    | —    | —    | —    | —    | —     | 140.º | —     | —    | —    | —    |

—: no participa

Ab.: abandono